# Ittelsburg
Ittelsburg ist ein Gemeindeteil des Kneippheilbades Bad Grönenbach im Landkreis Unterallgäu in Bayern.

## Geographie
Das Kirchdorf Ittelsburg liegt im Unterallgäu in der Iller-Region, etwa einen Kilometer östlich von Bad Grönenbach. Der recht alte Ort liegt auf einer Höhe von 710 m ü. NN. und hat 394 Einwohner (Stand 1. Dezember 2024).

## Geschichte
Die frühen Besitzer von Ittelsburg sind unbekannt. Die Stifte Ottobeuren und Kempten nahmen den Besitz schon im 12. Jahrhundert in Anspruch. Für Ottobeuren sprach eine Bulle von Papst Eugen III. aus dem Jahre 1152. Das Dorf wurde samt Feste im 15. Jahrhundert an das Kloster Ottobeuren von den von Mauler verkauft. Das Kloster Ottobeuren konnte den Besitz jedoch nicht halten, woraufhin ihn die von Rothenstein übernahmen. Zwischenzeitlich hatten die Bürger Dobel, Riedmüller und Vogt von Kempten Ittelsburg inne. Von Vogt kam der Burgstall Ittelsburg 1492 wieder an die von Rothenstein. Das Dorf und das Gericht waren von 1408 bis 1496 an verschiedene Memminger Bürger als Lehen vergeben. Otto Zwicker verkaufte diese 1496 für 2000 Gulden an die von Pappenheim/von Rothenstein.
Nachdem Johann Heinrich von Rothenstein 1562 kinderlos verstorben war, ergriff sein Schwager Christoph von Bollstatt Besitz von Ittelsburg. Im Jahre 1571 wurde Heinrich von Stein mit der Burg belehnt, die 1587 vom Stift Kempten zurückgekauft wurde.

### Einwohnerentwicklung

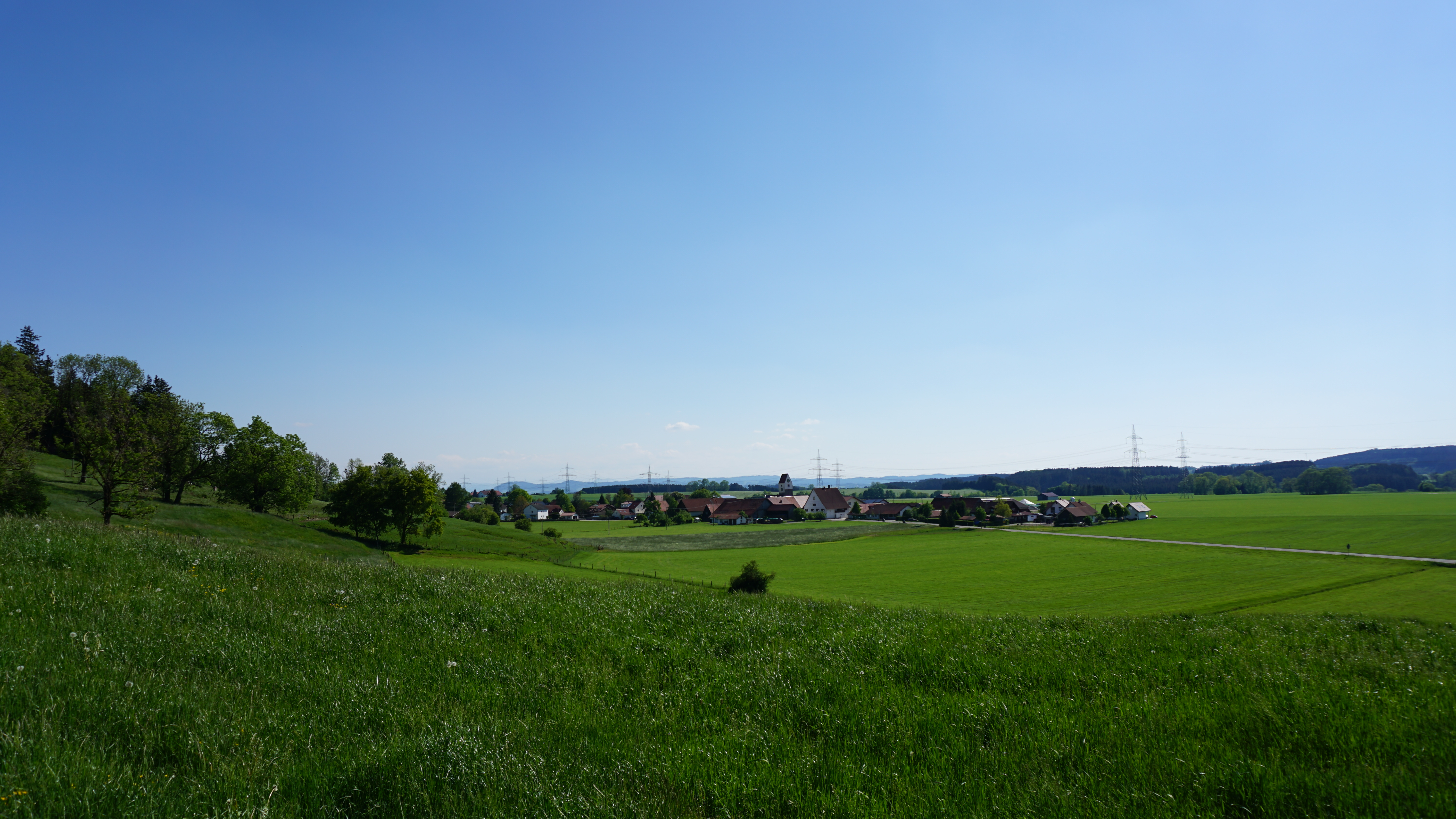
Ansicht aus Richtung Norden

## Kultur und Sehenswürdigkeiten

### Historische Bauwerke

Übersichtskarte der Burgställe bei Ittelsburg

Im Umkreis von Ittelsburg befinden sich mehrere Burgställe, von denen sich außer Gräben und Wallresten keine weiteren Überreste erhalten haben.

#### Burgstall Falken
Auf dem Falken nordöstlich von Ittelsburg stand ehemals eine Burg, die auf das 10. Jahrhundert zurückgeht. Sie brannte 1487 ab und wurde 1505 wieder aufgebaut. 1821 wurde sie abgebrochen.

#### Burgstall Hahnentanz
An der Stelle des Burgstalles Hahnentanz befanden sich zwei Burgen. Die erste Burg war im Besitz von Gerold vom Bussen und wurde 1450 durch Hans Zwicker mit einer neuen Burg überbaut. Diese wurde im April 1457 erstürmt und niedergebrannt.

#### Burgstumpf
Ca. 500 m südöstlich des Ortes stand ehemals eine Burg, die komplett verschwunden ist. Nur ein sichelförmiger Halsgraben und der Turmhügel, an dem sich auch ein Gedenkstein befindet, sind noch zu sehen. Die Burg, die ehemals im Besitz des Ritters Veit von Eisenburg war, ist 1442 abgebrannt.

#### Neuittelsburg
Die Burg war von 1102 bis 1145 im Besitz von Rupert von Grönenbach, ging später in den Besitz der Herren von Ittelsburg und danach in den derer von Rothenstein über. Um 1496 verfiel sie und wurde nicht wiederaufgebaut.

#### Filialkapelle St. Leonhard

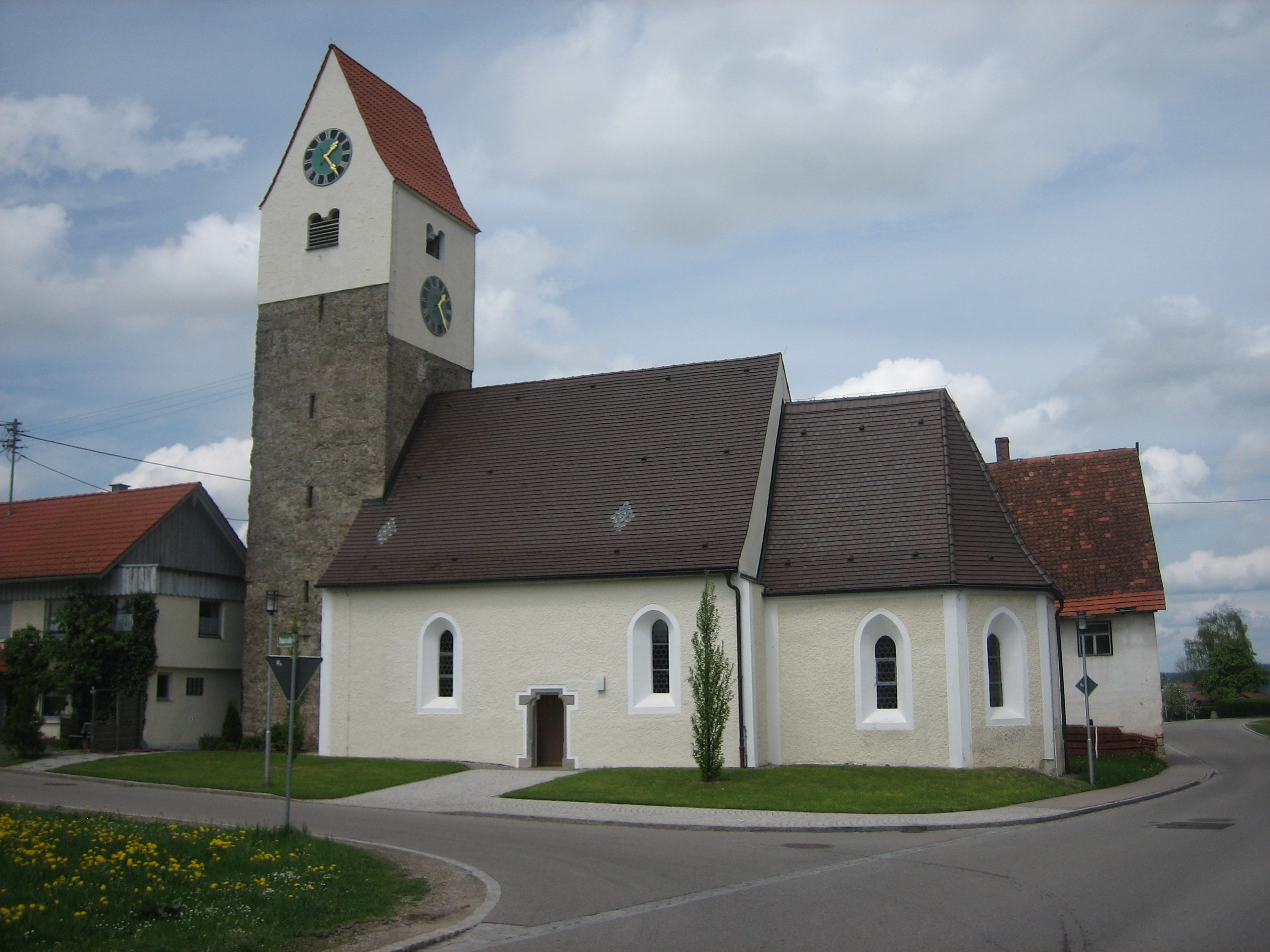
Filialkapelle St. Leonhard, 1439

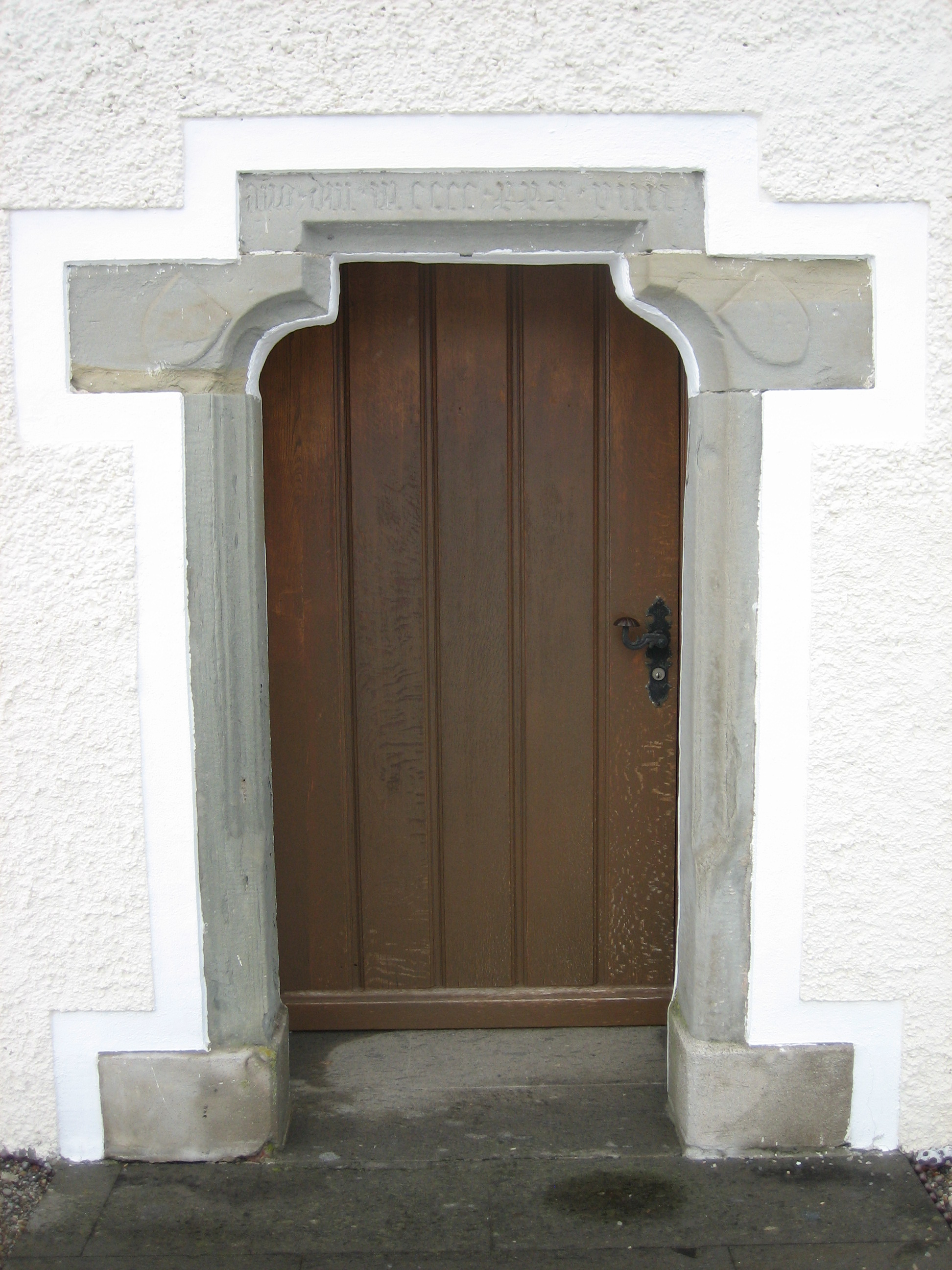
Eingangstüre der Filialkapelle St. Leonhard, mit Jahreszahl 1439

St. Leonhard ist eine Filialkapelle von Bad Grönenbach. 1213 dürfte Ittelsburg vermutlich durch die Abtei Kempten der Pfarrei Grönenbach zugeschlagen worden sein. Aus dem 12. Jahrhundert stammt der Turm der Kirche, der aus heimischem Nagelfluh errichtet wurde. Die beiden im Turm befindlichen Glocken wurden 1863 in Kempten gegossen. Am Eingang der Kirche sind zusammen mit der Jahreszahl 1439 die beiden Wappen der Erbauer Ludwig von Rothenstein und seiner Gemahlin Jutta von Hürnheim eingemeißelt.
Die Kirche wurde ursprünglich im gotischen Stil erbaut, danach barockisiert und wieder regotisiert. Die Filialkapelle in Ittelsburg erlitt das gleiche Schicksal wie die Pfarrkirche in Bad Grönenbach und wurde von 1967 bis 1969 ausgeräumt und modernisiert. 
Die Inneneinrichtung der Kirche besteht aus einer neugotischen Kreuzigungsgruppe und einer gotischen Madonna aus der Zeit um 1510/1520. Auf dem Altarbild des heiligen Leonhard, gemalt 1687, befindet sich das Wappen des Fürstabts Rupert von Bodman. Aufgrund einer Stiftung der 1779 verstorbenen Marianne Schindlerin aus Streifen wurde der Kreuzweg errichtet.

#### Fliehburg
Auf der Anhöhe des Falken befindet sich eine Fliehburg aus der Hallstatt- oder La-Tène-Zeit.

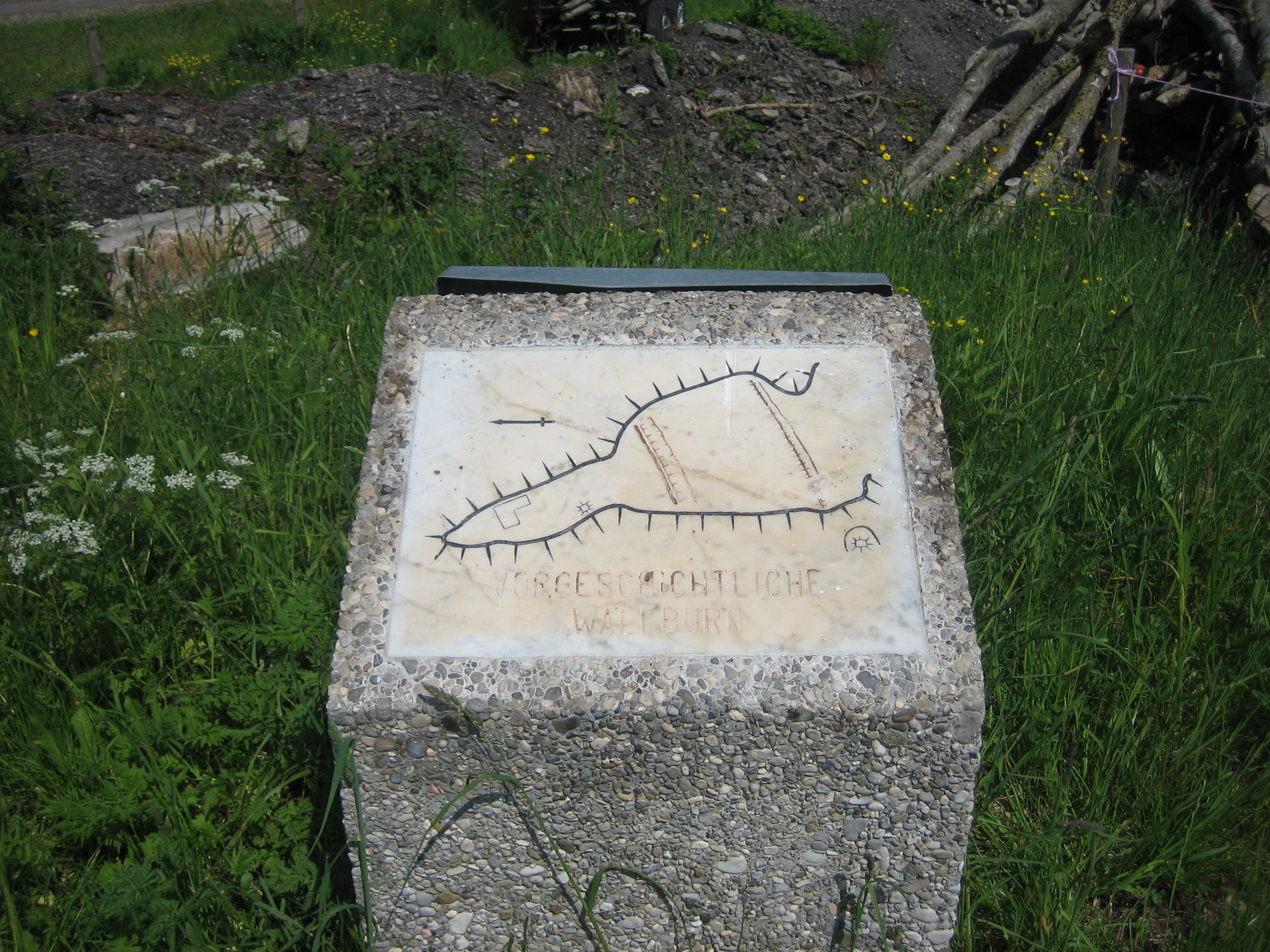
Denkmalstein der Wallburg
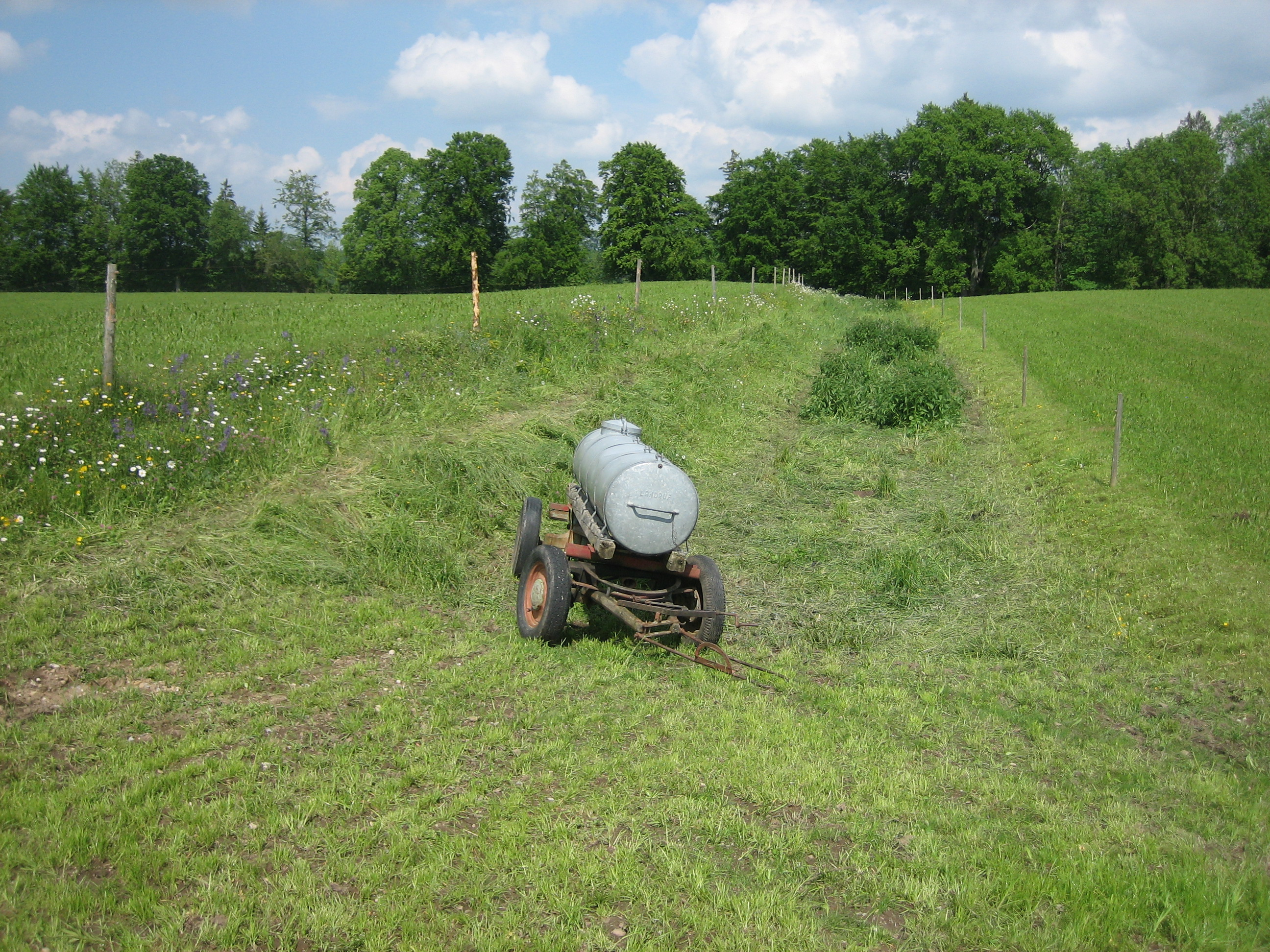
1. Wall
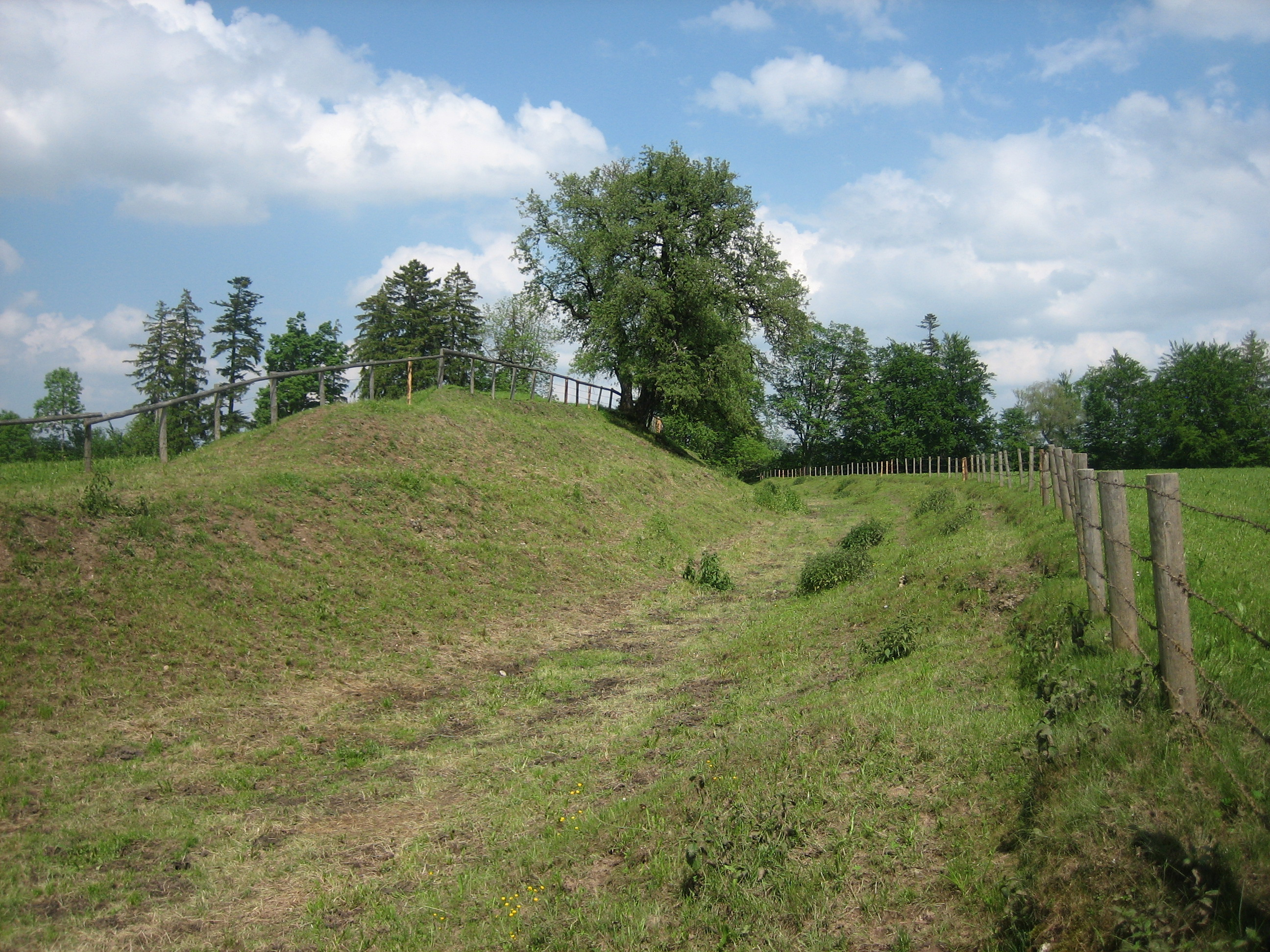
2. Wall

### Vereine
Ursprünglich als eine Abteilung der Freiwilligen Feuerwehr von Grönenbach geführt, wurde der Verein Freiwillige Feuerwehr Ittelsburg am 3. Januar 1899 in Ittelsburg gegründet. Zum Gründungszeitpunkt bestand er aus 44 Mitgliedern, erster Kommandant war Georg Dorn. Vom 1. Januar 1936 bis zum Jahr 1947 war die Freiwillige Feuerwehr in den Verein in Grönenbach eingegliedert. Finanziert aus Spenden, wurde 1946 eine Motorspritze erworben. Der Schützenverein Ittelsburg wurde 1903 gegründet und bei Kriegsende 1945 durch die Besatzungsmächte verboten. Mit ihrer Erlaubnis wurde er 1950 erneut gegründet und zum 60-jährigen Bestehen, 1963, eine Vereinsfahne angeschafft. Im Jahr 1966, zuerst nur aus einer Fußballabteilung bestehend, wurde der Sportverein Ittelsburg gegründet. Eine Skiabteilung kam 1969, eine Wanderabteilung 1974 bis 1984 und eine Tauziehabteilung 1977 dazu. Letztere erreichte den 3. Platz bei den Deutschen Meisterschaften und den 2. Platz bei der Bayerischen Meisterschaft.

## Verkehr
Die nächste Autobahnanschlussstelle ist die vier Kilometer entfernte Anschlussstelle Nr. 131 Bad Grönenbach der A 7.